# ZEST (バンド)
ZEST（ゼスト）は、日本のヴィジュアル系バンド。2005年結成、2010年解散。
バンド名はメンバーの共通点として「熱い」「面白みがある」というキーワードがあったことから命名。
『激しく』『楽しく』『美しく』をテーマに耳に残るメロディを紡ぎだすバンド。
2010年12月7日池袋CYBER ZEST解散主催「END ROLL」をもって解散

## メンバー
- 智弥（ボーカル）
- SEN（ギター）
- Ayaka（ベース）

## 旧メンバー
- 流衣（ギター）
- つぅ（ドラム）

## 概要
- 2004年秋、智弥と流衣が新バンドを結成するためメンバー探しをしていたところにAyakaと出会い3人で結成。初ライブが決定していた中2005年3月にSENが正式加入し2005年5月23日に初ライブを迎えた。
- 2006年12月27日、つぅが正式加入し5人編成に。
- 2009年12月20日、ZEST 3rd ONEMAN 『A NEW TRANSLATION -IGNITE-』 を持って流衣脱退。
- 2010年8月27日、渋谷O-Crestにて行われた ZEST ONEMAN 『AN EVANGELIC TALE』 を持ってつぅ脱退。
- 2010年10月、公式サイトにて「突然のご報告となりますが、2010年12月7日池袋CYBERをもちましてZESTは解散することとなりました。
先日Gt.SENより、脱退したいという申し出がありました。
今後の活動を熟考を重ねた結果、残った２人での活動は不可能と考え2010年12月7日を最後にSEN脱退および、ZEST解散という決断に至りました。」と表明。
- 2010年12月7日、池袋CYBERにて行われた ZEST 解散LIVE 『END ROLL』 を持って解散。

### 音楽面
- ハードロックを基調したメロディアスな楽曲を特徴。

攻撃的な楽曲から壮大なバラードまで幅広く制作している。
- 作曲はSENとAyakaが担当。
- 作詞は智弥が担当。

### メンバー
智弥
- 1月13日生まれ。静岡県出身。血液型O型。
- ソロ活動やEDENのボーカルとしても活動を行っている。
- オフィシャルサイト制作、グッズデザイン制作、衣装デザインなども担当し、他アーティストのコンサート制作、舞台監督なども行っている。

SEN
- 8月19日生まれ。血液型AB型。
- 上手ギター、ピアノを担当
- 加入前までヴィジュアル系として活動したことがなくメイクをしたことがなかったが、Ayakaがそれでも大丈夫か確認したところ「自分ではメイクしていることろは見えないから気にしない」と名言を残した。

Ayaka
- 11月23日生まれ。埼玉県出身。血液型O型。
- ベース、コーラスを担当
- 自称Mr.ZEST、ライブ会場限定特典などのトークCDでは司会も担当しトーク力の高さを見せた。

### 旧メンバー
流衣
- 自称6月1日生まれ。血液型B型。
- 下手ギター、コーラスを担当
- 2009年12月20日、ZEST 3rd ONEMAN 『A NEW TRANSLATION -IGNITE-』 を持って脱退。
- ステージドリンクはコーラ
- 寡黙で口数がすくなく、なぜかメンバーにも頑なに誕生日を教えなかったためAyakaが『るい』にかけて6月1日を誕生日にしようと発案した。

つぅ
- 5月25日生まれ。東京都出身。血液型A型。
- ドラムを担当
- 2010年8月27日、渋谷O-Crestにて行われた ZEST ONEMAN 『AN EVANGELIC TALE』 を持って脱退。

## 来歴
2004年
- 秋 智弥、流衣、Ayakaを中心にZESTを結成する。

2005年
- 3月 SENが加入する。
- 5月23日 浦和ナルシスにて初ライブ

2006年
- 5月23日 浦和ナルシスにて1周年記念ライブを行う
- 同日 1stシングル「TRUST IN」をリリース
- 10月23日 2ndシングル「BRIGHT」をリリース
- 12月 つぅが加入する。
- 12月27日 浦和ナルシスにて5人での初ライブを行い、本格活動開始を発表

2007年
- 4月14日〜５月15日 ZEST LIVE TOUR 2007　『GLANCE[with]SHADE』（6ヶ所7公演） の全国ツアーを実施
- 5月23日 池袋CYBERにて、『GLANCE[with]SHADE FINAL』と題してツアーファイナルスリーマンライブを実施
- 同日、『GLANCE[with]SHADE FINAL LIMITED Type A』を会場限定にてリリース、また、『GLANCE[with]SHADE FINAL LIMITED Type B』を前売券購入者限定でプレゼントした、
- 11月23日 池袋CYBERにて、Ayaka生誕祭 『ZEST Presents 怪奇！赤髪男の逆襲!!～かぁさん僕も大人になりました～』 無料主催ライブを実施し、池袋CYBER2007年の年間最高来場者数を記録。

2008年
- 5月10日〜５月24日 ZEST LIVE TOUR 2008 『PROGRESS OF ETERNITY』（3ヶ所3公演） の東名阪ツアーを実施
- 5月1日〜5月25日の期間、東名阪3箇所にてNewSingle『ETERNAL』視聴盤配布
- 5月28日 3rd Single『ETERNAL』リリースし、オリコンインディーズチャート初登場１１位を記録した。
- 同日、1st Single 『TRUST IN』、2nd Single『 BRIGHT 』の2ndプレスも同時リリース
- 6月1日〜7月11日 ZEST LIVE TOUR 2008 『PROGRESS OF ETERNITY-sequel-』（6ヶ所9公演） の全国ツアーを実施
- 7月21日 新宿RUIDO K4にて、『PROGRESS OF ETERNITY TOUR FINAL -TO GENESIS-』と題してツアーファイナルに初のワンマンライブを行う
- 同日、『PROGRESS OF ETERNITY FINAL Type A』を会場限定にてリリース、また、『PROGRESS OF ETERNITY FINAL Type B』を前売券購入者限定でプレゼントした
- 10月23日 高田馬場AREAにて、『STREAM A WHILE』と題して主催イベントを皮切りにを全国にてライブを開催。
- 12月27日 『STREAM A WHILE -reLIVE-』と題し、つぅが加入してから２周年として渋谷RUIDO K2にて、ワンマンライブを開催。
- 同日、『STREAM A WHILE -reLIVE-　Type A』を会場限定にてリリース、また、『STREAM A WHILE -reLIVE- Type B』を前売券購入者限定でプレゼントした

2009年
- 3月よりプロデューサーに重盛美晴氏を迎えアルバム制作に突入する
- 11月4日 1st Mini Album『A NEW TRANSLATION』リリース
- 同日より、東京、名古屋、大阪にてリリースイベントを実施。
- 11月6日〜12月8日 ZEST LIVE TOUR 2009 『A NEW TRANSLATION』（4ヶ所6公演） の東名阪ツアーを開催
- 秋に、公式サイトにて12月20日を持って流衣の脱退が発表された。脱退の相談があった際5人の誰かが欠けるなら解散しようと一度解散することに傾いたが、流衣より「4人で続けてほしい」留意され4人での活動継続も合わせて発表された。
- 12月20日 『A NEW TRANSLATION -IGNITE-』と題し、ツアーファイナルワンマンライブを開催。
- 同日、『A NEW TRANSLATION -IGNITE- LIMTED』を会場限定にてリリース。また、この日を持って流衣脱退。
脱退理由は、本人の一身上の都合によるものである。

2010年
- 3月30日 新宿RUIDO K4での公演を持って、新譜制作のための充電期間に入る。
- 6月2日 高田馬場にて行われた ZEST 主催LIVE『 SOLE GATHERING 2010 』にて活動再開、同日に4th Single『Lost Angel / TALES』が8月に発売されることが発表された。
- 8月11日 Double A-SIDE Single 『Lost Angel / TALES』リリース、同日より東名阪３ヶ所にてリリース記念イベントを開催
- 8月27日 渋谷O-CrestにてZEST ONE MAN LIVE 『AN EVANGELIC TALE』を開催、同日を持ってつぅが一身上の都合により脱退。
- 10月、公式サイトにて12月7日を持って解散することが発表された。
- 12月7日、池袋CYBERにて行われた ZEST 解散LIVE 『END ROLL』 を持って解散。

## ディスコグラフィー

### シングル
|     | 発売日         | タイトル           | 規格品番  | 収録曲                                                        | オリコン最高順位                 | 備考                        |
| --- | -------------- | ------------------ | --------- | ------------------------------------------------------------- | -------------------------------- | --------------------------- |
| 1st | 2006年5月23日  | TRUST IN           | ATSR-001  | 1. TRUST IN 2. DEATH TRAP 3. Without you                      | -                                | 2007年5月28日 2ndプレス発売 |
| 2nd | 2006年10月23日 | BRIGHT             | ATSR-002  | 1. BRIGHT 2. ALIVE 〜光射す場所へ〜 3. TRUST IN(ac g Version) | -                                | 2007年5月28日 2ndプレス発売 |
| 3rd | 2008年5月23日  | ETERNAL            | ATSR-003  | 1. ETERNAL 2. realize                                         | オリコンインディーズチャート11位 |                             |
| 4th | 2010年8月11日  | Lost Angel / TALES | ATSRL-005 | 1. Lost Angel 2. TALES                                        | オリコンインディーズチャート11位 |                             |

### アルバム
|     | 発売日        | タイトル          | 規格品番  | 収録曲                                                         | 備考 |
| --- | ------------- | ----------------- | --------- | -------------------------------------------------------------- | ---- |
| 1st | 2009年11月4日 | A NEW TRANSLATION | ATSRL-004 | 1. Rebirth 2. UNDER[the world] 3. ホシノカケラ 4. Dusty Miller |      |

### ライブ会場限定シングル
|    | 発売日         | タイトル                                 | 収録曲                                                         | 備考                                                                              |
| -- | -------------- | ---------------------------------------- | -------------------------------------------------------------- | --------------------------------------------------------------------------------- |
| 1  | 2005年5月23日  | BLOOM                                    | 1. BLOOM                                                       |                                                                                   |
| 2  | 2005年12月23日 | BLOOM-Anater Ver.-                       | 1. BLOOM-Anater Ver.-                                          | ピアノ アレンジVer.                                                               |
| 3  | 2006年10月31日 | GACHAGACHA LIMITED                       | 1. SPECIAL MASAGE 2. LOST～LIVE at NAGOYA MUSICFARM～2006.9.16 | グッズ購入時の抽選で当選者へプレゼント                                            |
| 4  | 2006年12月23日 | [WILL][WITH]-Another Ver.-               | 1. [WILL][WITH]-Another Ver.-                                  | ピアノ インストゥルメンタルVer.                                                   |
| 5  | 2007年5月23日  | GLANCE[with]SHADE FINAL LIMITED Type A   | 1. [WILL][WITH] Live Ver. 2. AWAKE Live Ver.                   | ZEST LIVE TOUR 2007 『 GLANCE[with]SHADE FINAL 』 会場限定販売                    |
| 6  | 2007年5月23日  | GLANCE[with]SHADE FINAL LIMITED Type B   | 1. SPECIAL MASAGE                                              | ZEST LIVE TOUR 2007 『 GLANCE[with]SHADE FINAL 』 前売券購入特典                  |
| 7  | 2008年7月21日  | PROGRESS OF ETERNITY FINAL LIMTED Type A | 1. CROW LIVE Ver. 2. urge LIVE Ver.                            | ZEST 1st ONEMAN 『 PROGRESS OF ETERNITY TOUR FINAL -TO GENESIS- 』 会場限定販売   |
| 8  | 2008年7月21日  | PROGRESS OF ETERNITY FINAL LIMTED Type B | 1. SPECIAL MASAGE                                              | ZEST 1st ONEMAN 『 PROGRESS OF ETERNITY TOUR FINAL -TO GENESIS- 』 前売券購入特典 |
| 9  | 2008年12月27日 | STREAM A WILE-reLIVE- LIMTED Type A      | 1. ホシノカケラ LIVE Ver.                                      | ZEST 2nd ONEMAN 『 STREAM A WHILE -reLIVE- 』会場限定販売                         |
| 10 | 2008年12月27日 | STREAM A WILE-reLIVE- LIMTED Type B      | 1. SPECIAL MASAGE                                              | ZEST 2nd ONEMAN 『 STREAM A WHILE -reLIVE- 』前売券購入特典                       |
| 11 | 2009年12月20日 | A NEW TRANSLATION -IGNITE- LIMTED        | 1. Without you -LIVE Ver.-                                     | ZEST 3rd ONEMAN 『A NEW TRANSLATION -IGNITE- 』 会場限定販売                      |